# ルーン (槍)
ルーン
（ルインとも）は、ケルト神話に登場する武器であり、アイルランド古文学を代表する名槍である。広くは「槍」の意味を持つが、特にアルスターの戦士「ケルトハル・マク・ウテヒル」特有の槍をさす。ドゥフタフなど、他人が使用する場合もやはり「ケルトハルのルーン」と称される。
ルーンは、その穂先をどす黒い液（血の煮液、毒液）に浸しておかないと柄が燃焼し、手に持つ人間を危険にさらすという特徴がある。
その由緒は、かつて長腕のルーの持っていた魔槍であり、のちにはコルマク・マク・アルト上王が所有し、オェンガスに振るわれて片目を失明させられた槍だと、古文書に明記される。

## 性質
この発火性の槍を、ケルトハルが取りに現れる戦記（『ロスナリーの戦い』）もあるが、一般に知られるのは、ドゥフタハ・ダイル・テンガが、この「ケルトハルのルーン」を借用し、その発火性の槍を大釜につけて御しているところを目撃される描写である（『ダ・デルガの館の崩壊 』）。
ダ・デルガの館の見張り役は目撃情報を提供し、物識り役は槍の正体を言い当て、それがマグ・トゥレドの戦いで見つかったものだと付け加える。それは、この槍がトゥアハ・デ・ダナーン神族の所持品だったことを示している。

### ルーの槍との符合
『ダ・デルガの館の崩壊』には明言されないものの、ケルトハルのルーンは、具体的なには長腕のルーの槍であると解き明かされている。
ルーが持つ槍とていくつかあるが、ルーが賠償として得た槍は、近世の物語『トゥレンの子らの最期』では、「殺戮者」と呼ばれ、水を張った窯につけておかないと都市を燃焼させるという、ルーンに酷似した性質であるので、これと同一考察される。
だがマグ・トゥレドの遺物といういことや、性質の類似性だけで同一視するのではなく、れっきとした根拠もあることは、W・M・ヘネシーが、15–16世紀の書物『トリニティ・カレッジ (ダブリン大学)所蔵H 3.17写本（現1336写本）』の第723欄にある一節を紹介したことであきらかになった。一節のくだりによれば、

「トゥアハ・デ・ダナーンの長のひとりルー・マク・エスリンの槍は〈森の名だたるイチイの樹〉として知られ..、コンホヴァル・マク・ネサの時代は〈ケルトハルのルーン〉、また、コルマク・マク・アルトの時代は、〈毒槍のクリヴァルと呼ばれていた。（以下略）」

ブラウンの論文は、ルーンが登場する典拠に詳しいが、その主論は、アーサー伝説の聖杯・血槍・剣の原点がアイルランドの神々の四秘宝であるというものであり、ルーンを長腕のルーの槍ばかりか、鍛冶師ゴヴニウの槍ネスとも同一視する。

### クリヴァル
さらにはコルマク・マク・アルト上王の片目を失明させた張本人「毒槍の」オェングスが使用した槍クリヴァル（「血みどろ」の槍）とも同一であることが、上で引用した文献に示されている。これはヘネシー（1889年）より以前に、つとにオカリー（1862年没）の講義集で説かれていた事項である。ちなみにこの槍は王の所持品であった。少し説明を要するが、オェングスは王子に対する恨みを抱えて王に謁見したが、当然、丸腰でなくては通してはもらえなかった。しかし王の愛好の槍クリヴァルをひっつかんだ時、その鎖が王の眼球をつぶした。槍は「毒槍」と名付けられ、咎人も「毒槍の」オィングスの二つ名を得た。

### 自滅の凶器
ケルトハルは、自分の飼っていた黒犬ダイルクー（Daolcú）が近所迷惑となったため、この槍を使ってしかたなく退治したが、その時に犬の血が槍をつたって彼を貫通し落命している（『ケルトハル・マク・ウテヒルの最期』）。さらにはドゥフタハも、フェドリウィド（Fedlimid）が振るったこの槍によって斃されたという記述がある。

アルスター王コンホヴァルの息子クースクリド・メンまでも、この槍を振るったコナハトの勇士マク・ケヒトによって殺されている（キナイド・ ウア・アルタカーン（975年没）作「アイルランドの諸侯の死について」）。アルスターにとっては、いわば諸刃の剣だったようだ。

### 予兆の槍
コノートの見張り役はドゥフタハを見知らないが「槍がその発作（興奮）に取り憑かれたとき、そいつは大槍の石突を手のひらを横なぞりに打ち、すると穀袋いっぱいほどの嵩の、煌々とした火の粉火花が槍の穂先と尖端に噴出した」と目撃情報を報告した。また、興奮した槍を漬け込んだ、血黒い釜の中の液体（毒液）の正体は「夜中に魔法を使い、犬と猫とドルイド僧の血を使って作られたもの」だったという。
報告を受けたクーロイは「（前略）真赤な鮮血の釜が直前に置かれるのは、もしその毒血のなかに漬けこんでおかないと、槍の柄か、槍を持つ人間を焼いてしまうからだ。そしてその槍は、戦が間近だと予兆している」と説明した。槍が発作（興奮）にかられるというのは具体的に「感受性のある槍は..その震動によって、戦や殺戮が間近だと予兆する」ことだと編者ヘネシーにより解釈されている。

## 一次資料
以下は、ルーンの言及がある文献である。
- 『ダ・デルガの館の崩壊』en:Togail Bruidne Dá Derga (赤牛の書版。略号 TogailBDD)[25]。
- 『ウラドの武者たちの酩酊』en:Mesca Ulad (レンスターの書（英語版）の断片部分。略号 MU)[26]。
- 『ロスナリーの戦い』en:Cath Ruis na Ríg 近代版(略号 CRR2=Stowe MS E IV 3 版)のみに槍の描写[27]。
- 『ケルトハル・マク・ウテヒルの最期』Aided Cheltchair mac Uthechair[28]。
- 『デシ一族の追放』(Expulsion of the Déisi" (TCD MS 1336)への附記)[注 9]
- キナイド・ウア・アルタカーンの詩[29][注 10]。